# آرثر باين
آرثر باين (7 ديسمبر 1831 - 23 يوليو 1910) (بالإنجليزية: Arthur Payne)‏ هو لاعب كريكت بريطاني (وحمل سابقاً جنسية المملكة المتحدة لبريطانيا العظمى وأيرلندا).